# 정대상
정대상(鄭大相, 1957년 9월 8일 ~ )은 대한민국의 바둑 기사이다. 별명은 "속기의 명수"로 불렸다. 

## 약력
1979년 아마10강전에서 우승하여 1982년에 입단하였고, 1984년 제왕전 본선과 1985년 패왕전, 박카스배 본선에 진출했다. 1987년 대왕전, 신왕전 본선에 올랐다. 1984년 ~ 1995년까지 3기 ~ 13기 MBC 제왕전 기록자, 1988년과 1990년 신왕전 본선 그리고 1992년 박카스배 본선에 진출했다. 1995년, 1997년 ~ 2000년 14기, 16기 ~ 19기 KBS 바둑왕전 본선에 진출했고, 1996년 7단으로 승단했고 1999년 4회 삼성화재배 세계 바둑오픈 본선에 진출했다. 2000년 8단 승단을 거쳐 2005년 4월에 9단으로 승단하였다.
2016년 삼성화재배 월드바둑마스터스 본선에 진출했고 2017년 시니어바둑리그 준우승을 차지했다. 2018년 제5회 대주배 본선에 올랐다.